# Mimiculus maculatus
Mimiculus maculatus là một loài bọ cánh cứng trong họ Cerambycidae.